# HD75486
HD75486 — хімічно пекулярна зоря спектрального класу A7, що має видиму зоряну величину в смузі V приблизно 5,7.
Вона  розташована на відстані близько 284,9 світлових років від Сонця.

## Фізичні характеристики
Зоря HD75486 обертається
досить швидко
навколо своєї осі. Проєкція її екваторіальної швидкості на промінь зору становить Vsin(i)=115км/сек.